# Carlos Cisneros
Carlos Ernesto Cisneros Barajas (* 30. August 1993 in Guadalajara, Jalisco), auch bekannt unter dem Spitznamen Charal, ist ein mexikanischer Fußballspieler, der meistens im Mittelfeld agiert und gelegentlich als Stürmer eingesetzt wird.

## Laufbahn
Cisneros begann seine Laufbahn im Nachwuchsbereich seines Heimatvereins Deportivo Guadalajara, bei dem er auch seinen ersten Profivertrag erhielt. Nachdem er zwischen 2009 und 2013 für diverse Reservemannschaften von Chivas in der Tercera und Segunda División zum Einsatz gekommen war, kam er am 17. Februar 2013 in einem Auswärtsspiel beim Puebla FC (1:1) zu seinem Debüt in der Primera División. Einsätze in der ersten Liga waren für Cisneros allerdings selten und um Spielpraxis zu sammeln, wurde er in der Saison 2014/15 an den Zweitligisten Deportivo Tepic ausgeliehen. Mit den Coras erreichte er in der Apertura 2014 die Finalspiele gegen den Traditionsverein Club Necaxa, das der Neuling aus Tepic nach einem torreichen 4:4 erst im Elfmeterschießen verlor.
Zur Saison 2015/16 kehrte Cisneros in die erste Mannschaft von Chivas Guadalajara zurück und entwickelte sich schnell zum Stammspieler. Unter anderem bestritt er gleich in seiner ersten Halbsaison das Finale der Apertura 2015 um den mexikanischen Pokalwettbewerb, das gegen den Club León gewonnen wurde.
Auf internationaler Ebene nahm Cisneros mit der mexikanischen Olympiaauswahl am Fußballturnier der Olympischen Sommerspiele von 2016 in Rio de Janeiro teil. 

## Erfolge
- Mexikanischer Pokalsieger: Apertura 2015